# Hedysarum damghanicum
Hedysarum damghanicum är en ärtväxtart som beskrevs av Karl Heinz Rechinger. Hedysarum damghanicum ingår i släktet buskväpplingar, och familjen ärtväxter. Inga underarter finns listade i Catalogue of Life.